# M1カービンに関連する作品の一覧

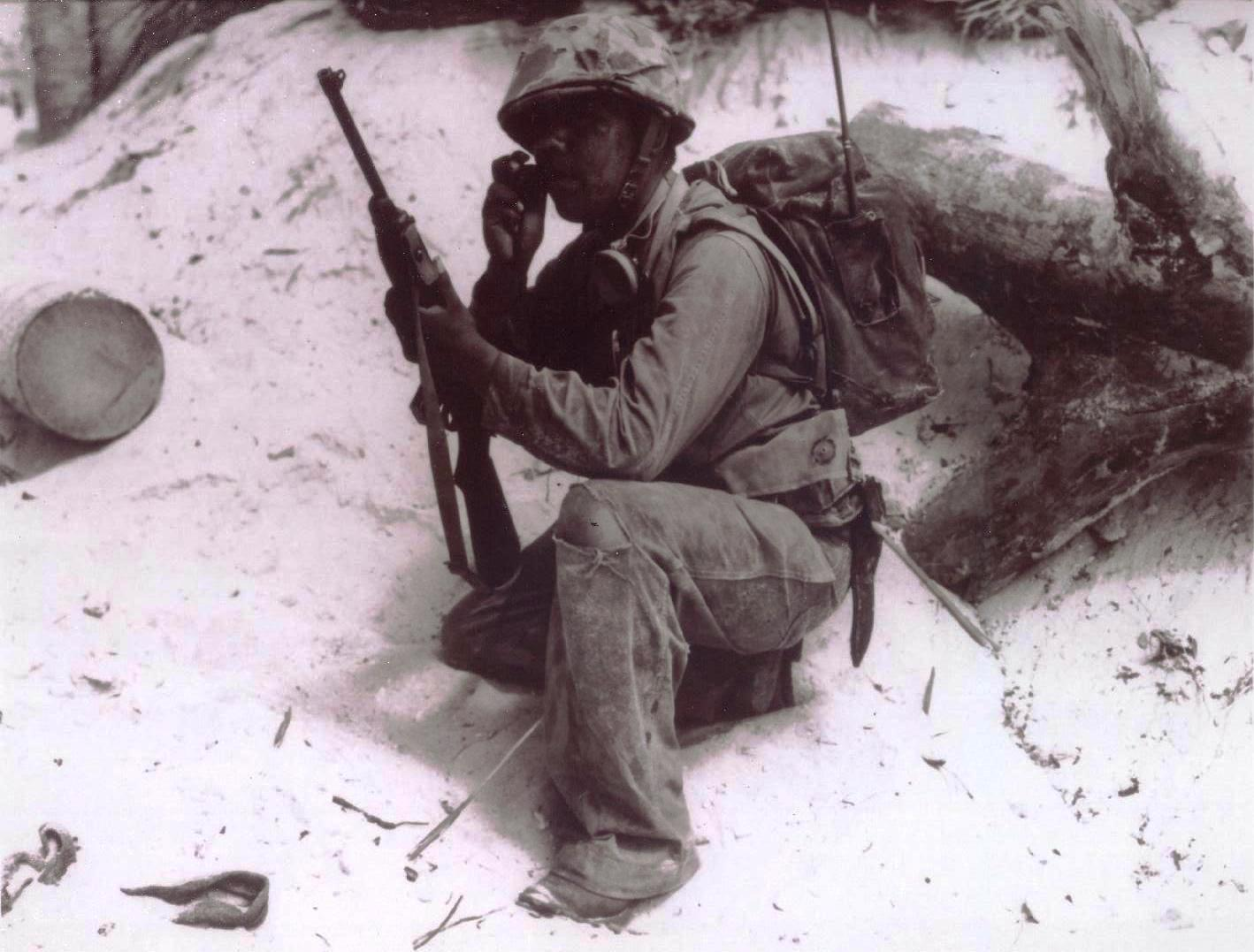
M1カービンを携行するアメリカ海兵隊員

M1カービンに関連する作品の一覧（M1カービンにかんれんするさくひんのいちらん）は、アメリカ合衆国で開発された軍用カービン、M1カービンおよび、その派生型に関連する作品の一覧である。
M1カービンは、アメリカ軍や陸上自衛隊をはじめとする世界中の軍隊で使用されていたことや、民生用が日本などで広く普及したため、特に昭和期に制作もしくは昭和期を舞台にした作品に数多く登場している。

## 映画
『99年の愛〜JAPANESE AMERICANS〜』
第442連隊戦闘団の中隊長が大戦型である着剣装置の無いタイプを携行。
『BEST GUY』
航空自衛隊千歳基地の正門などにいる警衛隊の隊員が肩にかけている。
『明日への遺言』
MPが大戦型である着剣装置の無いタイプを持っている。
『アメリカン・スナイパー』
ビグルスの葬儀時に儀仗隊が所持。
『硫黄島からの手紙』
日本軍が夜間にアメリカ海兵隊の陣地へバンザイ突撃する際に、海兵隊が使用する。
『インディ・ジョーンズ/クリスタル・スカルの王国』
冒頭でアメリカ陸軍に変装したソ連の兵士が使用。
『ウインドトーカーズ』
作中全般でアメリカ兵が使用する他、中心人物であるコードトーカーのベン・ヤージ二等兵、チャーリー・ホワイトホース二等兵も使用する。
『エアリフト』
葬儀の際に登場。
『狼たちの午後』
アル・パチーノ演じるソニーと警察官が使用。
『キングコングの逆襲』
出動した自衛官たちが装備しているほか、主人公が自衛官から借りて、メカニコングの頭部についている催眠光線投射機を狙撃して破壊する。
『地獄の黙示録』
フランス人植民者がクリーンの葬儀の際に使用する。
『昭和ゴジラシリーズ』
防衛隊員が装備。
『殺人狂時代』
仲代達矢演じる桔梗信治が使用。
『シルミド』
韓国正規軍が使用。
『仁義なき戦い 広島死闘篇』
大友勝利がリンチの際に使用。着剣装置が確認できる。
『進撃の巨人』
実写版でクバルの部下などが使用。
『戦国自衛隊』
戦国時代へタイムスリップした自衛隊の装備の1つとして、M1と豊和M300が登場。
M1は、主人公の伊庭三尉が戦国武者たちに対して使用するほか、クライマックスでは長尾景虎も使用する。
豊和M300は、スコープを装着した狙撃銃仕様となっており、三村一士が反乱を起こした自衛官たちに対して使用する。なお、1970年代当時の自衛隊で実際に使われていた狙撃銃は64式7.62mm狙撃銃である。
『空の大怪獣ラドン』
防衛隊員が装備。
『チェ 28歳の革命』
エルネスト・ゲバラがサンタ・クララ攻略の際にM2を使用。
『血と砂』
八路軍兵士およびゲリラが装備。また犬山一等兵がM1カービンに日の丸を括り付け、旗として使用する。
『遠すぎた橋』
第101空挺師団が装備。
『博士の異常な愛情』
グアノ大佐が使用。公衆電話で使う小銭を取り出すため、コカ・コーラの自動販売機を撃ち壊す。
『フューリー』
全般に渡ってアメリカ軍兵士が使用。
『プライベート・ライアン』
ホーバス軍曹ほか、作中全般でアメリカ兵が使用。第101空挺師団のみA1を使用する。
『マタンゴ』
無人島に漂着していた国籍不明の難破船内にあった銃として、豊和M300が登場。当初はカビだらけで使い物にならなかったが後に修復され、襲撃してくるマタンゴに対して使用される。
『モスラ』
インファント島調査隊警備員および防衛隊員が装備（発砲シーンは無い）。
『レマゲン鉄橋』
アメリカ第9機甲師団の兵士がM1とM2を使用。
『私は貝になりたい』
MPが大戦型である着剣装置の無いタイプを持っている。『99年の愛〜JAPANESE AMERICANS〜』と同じ監督であるため、同じ銃である。
『ワンス・アンド・フォーエバー』
アメリカ陸軍ヘリボーン部隊のオブザーバーとして随伴し、捕虜を尋問した南ベトナム政府軍の兵士が所持（発砲シーンは無い）。

## テレビドラマ
『CSI:科学捜査班』
第12シーズン「殺人兵器」に登場。隠し部屋の壁に掛けてある。
『SFドラマ 猿の軍団』
猿の軍団の歩兵が使用。
『ウルトラマン』
劇中、防衛軍と自衛隊が携行。
『ウルトラマンA』
TAC基地や第3レーダー基地の歩哨が携行。
『コンバット!』
レギュラーメンバーのヘンリー少尉のほか、ゲストのアメリカ軍兵士が使用。
『ザ・パシフィック』
第5章より第1海兵師団の兵士が使用。
『大激闘マッドポリス'80』
スナイパー「ダンヒル」ことテツ宮路が愛用。
『大鉄人17』
レッドマフラー隊の主力小銃としてM20 バズーカと共に登場。
『太陽にほえろ!』
石塚誠刑事（竜雷太）の使用銃の1つ。スコープ付きで狙撃銃として登場。
『バンド・オブ・ブラザース』
カーウッド・リプトン軍曹（後に少尉）ほかが使用。
『世にも奇妙な物語』
「越境」に登場。

## アニメ・漫画
『アニメンタリー決断』
第16話「キスカ島撤退」などにM1が登場。M2ではないが、何故かフルオート射撃をしている。アメリカ兵同士がフレンドリーファイアで射殺されるシーンもある。

『戦闘メカ ザブングル』
エル・コンドルの愛銃として15連弾倉のものが登場する。
『ミステリーイヴ』
主人公、大口 守の愛銃としてホーワM300が登場。ウサギを狩ったり、不時着したイヴの宇宙船に全残弾を撃ち込んで破壊する。劇中で守曰く、「もし熊公が出たら、このM300カービンじゃ、くたばらねぇ危険がある」と助けを求めたイヴと遭遇した際に明言している。また、大口曰く「この弾だって1発90円もしたんだ」と連載当時（1970年）の物価で、.30カービン弾の日本での市販価格が判る貴重な台詞もある。

## 書籍
『ゾンビサバイバルガイド』
ゾンビが存在する世界で書かれたゾンビ対策マニュアル、という設定の本。セミオート射撃が行えるので無駄弾を出さずに効率よくゾンビを処理できること、現代でも生産されていること、軽量なので持ち運びやすく、銃身が短いので室内戦闘にも使えること等、ゾンビサバイバルにおけるM1カービンの有効性を紹介している。第7章「ゾンビ襲撃記録」では、M1カービンを装備した住民が15体のゾンビをわずか12秒で全滅させた、という架空の記録を記載している。

## ゲーム
『Alliance of Valiant Arms』
ライフルマンのガチャ武器でM2が登場。
『Paperman』
実際はM2なのかフルオート射撃が可能。ただし、マガジンは15発。
『コール オブ デューティシリーズ』
『CoD』
アメリカ軍のセミオートマチックライフルとしてA1が登場する。プレイヤーが初めから手にする銃でもある。
『CoD:UO』
アメリカ軍のセミオートマチックライフルとしてA1が登場する。
『CoD2』
アメリカ軍のセミオートマチックライフルとしてA1が登場する。
『CoD2:BRO』
アメリカ軍のセミオートマチックライフルとしてA1が登場する。
『CoD:WaW』
アメリカ軍の小銃としてA1が登場する。銃剣を装着可能。
『CoD:BO』
ゾンビモードでのみA1が使用可能。

『スナイパーエリートV2』
DLC「The Neudorf Outpost Pack」を導入することで使用可能になる。
『戦場のカルマ』
M2が登場する。
『バトルフィールドシリーズ』
『BF2』
MOD『Forgotten Hope 2』に登場する。
『BFV』
M1A1とM2が突撃兵の武器として、M3が斥候兵の武器として登場する。
『ブラザー イン アームズシリーズ』
主人公ら第101空挺師団の隊員がA1を使用する。